# Viktor Antipin
Viktor Vladimirovič Antipin (in russo Виктор Владимирович Антипин?; Öskemen, 6 dicembre 1992) è un hockeista su ghiaccio russo.

## Palmarès

### Mondiali
- 3 medaglie:
  - 1 argento (Repubblica Ceca 2015)
  - 2 bronzi (Russia 2016; Germania/Francia 2017)